# Pterinopectinidae
Pterinopectinidae zijn een uitgestorven familie van tweekleppigen uit de orde Pectinida.